# 锡拉史前博物馆

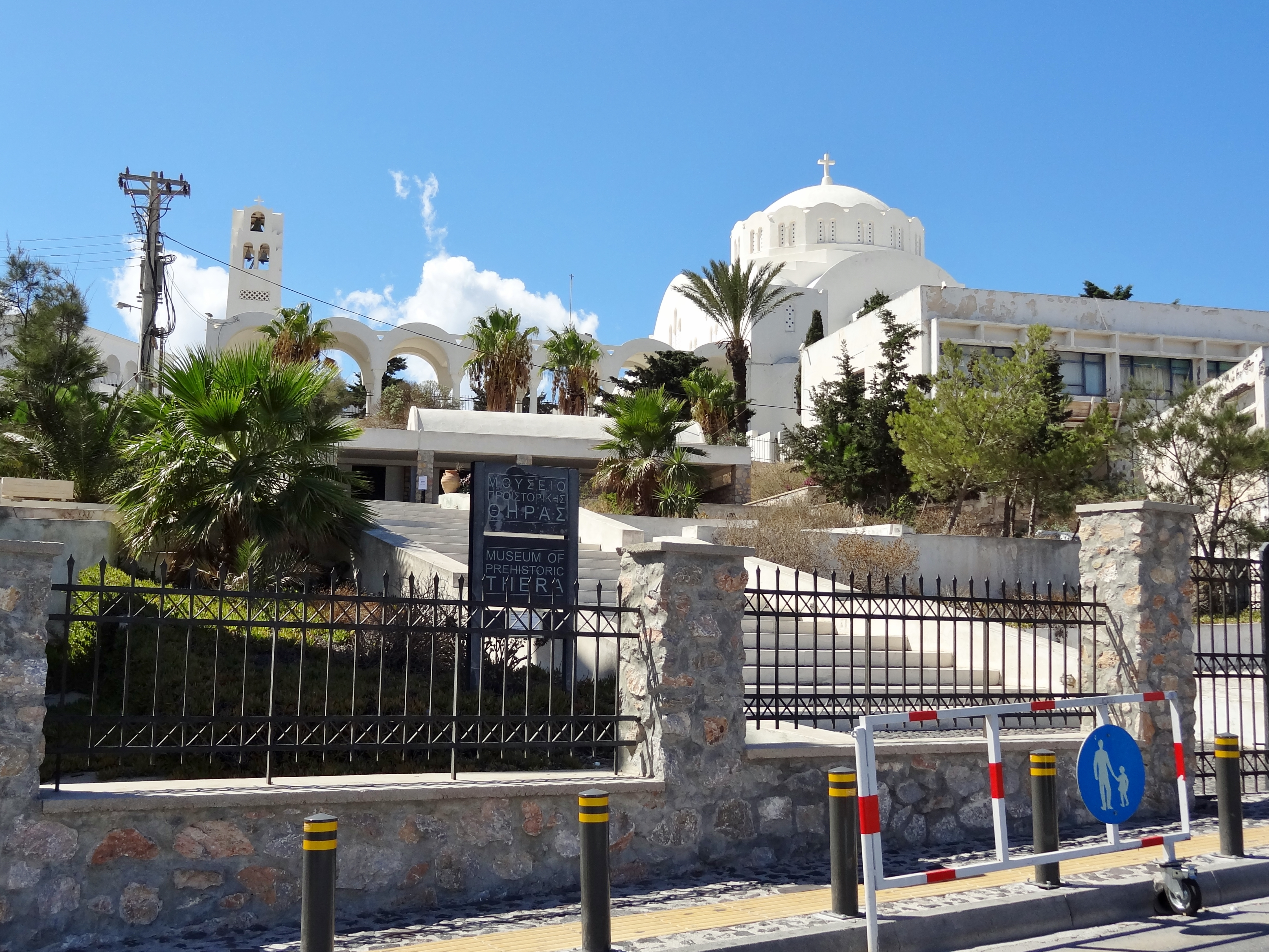

36°25′07″N 25°26′13″E / 36.4185°N 25.4370°E
锡拉史前博物馆 (希臘語：Μουσείο Προϊστορικής Θήρας；Museum of Prehistoric Thera)位于希腊圣托里尼岛上的费拉，兴建在在1956年阿摩尔戈斯地震中被毁的老 Ypapanti 教堂原址。
该博物馆收藏了在圣托里尼发掘的大量的古代文物，如在阿克罗蒂里（岛的西南部，坐落在一个半岛）以及附近的Potamos遗址。
圣托里尼最早的发掘是由法国地质学家F·福凯在1867年进行的。在1895年至1900年，德国考古学家弗里德里希·希勒·冯·加特林根男爵发掘锡拉古城遗址。他专注于公元前9世纪的定居点，认为是一个斯巴达殖民地。
藏品按年代次序陈列，包括陶瓷，雕塑，珠宝，壁画，和祭祀用品。

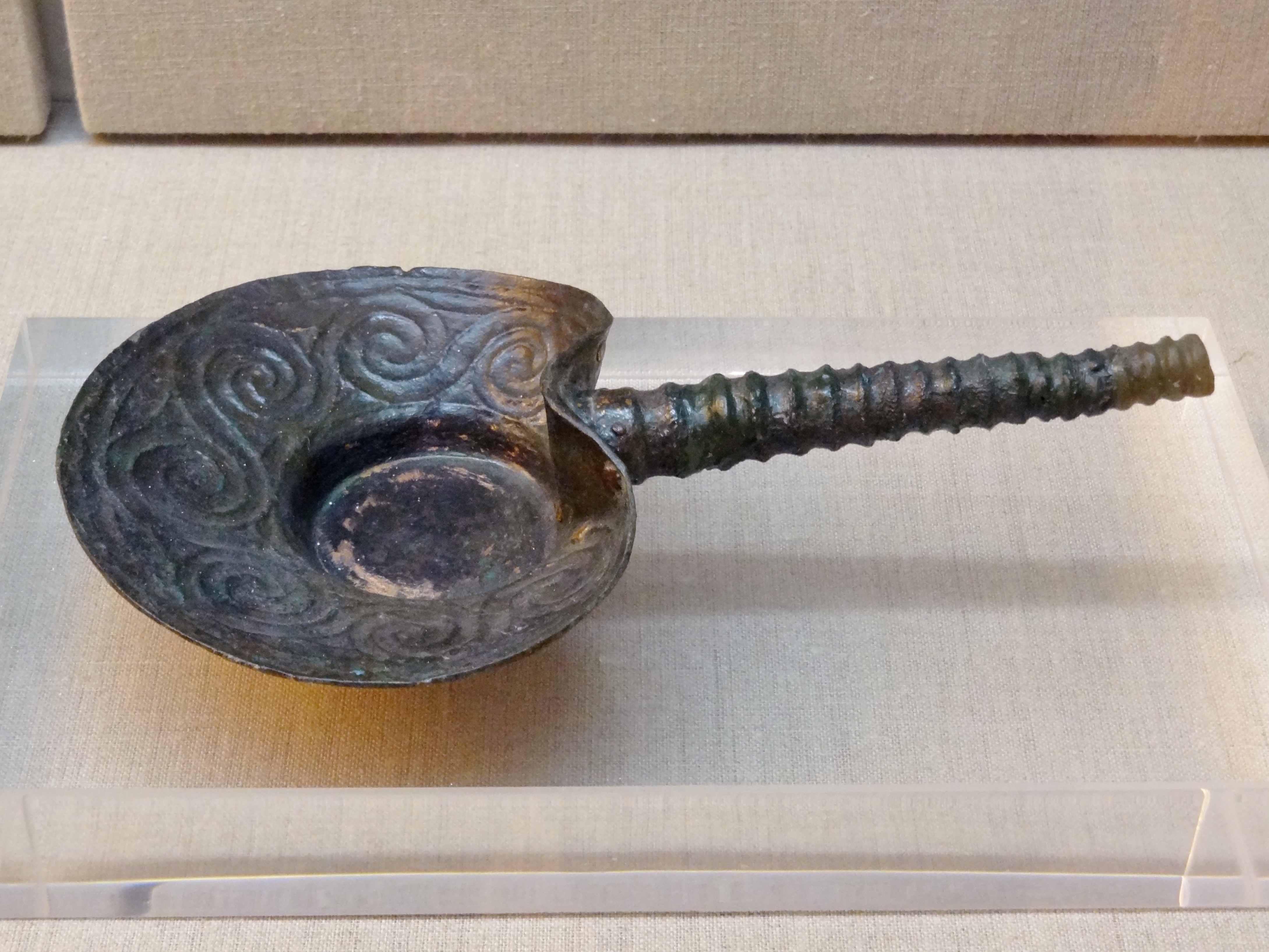

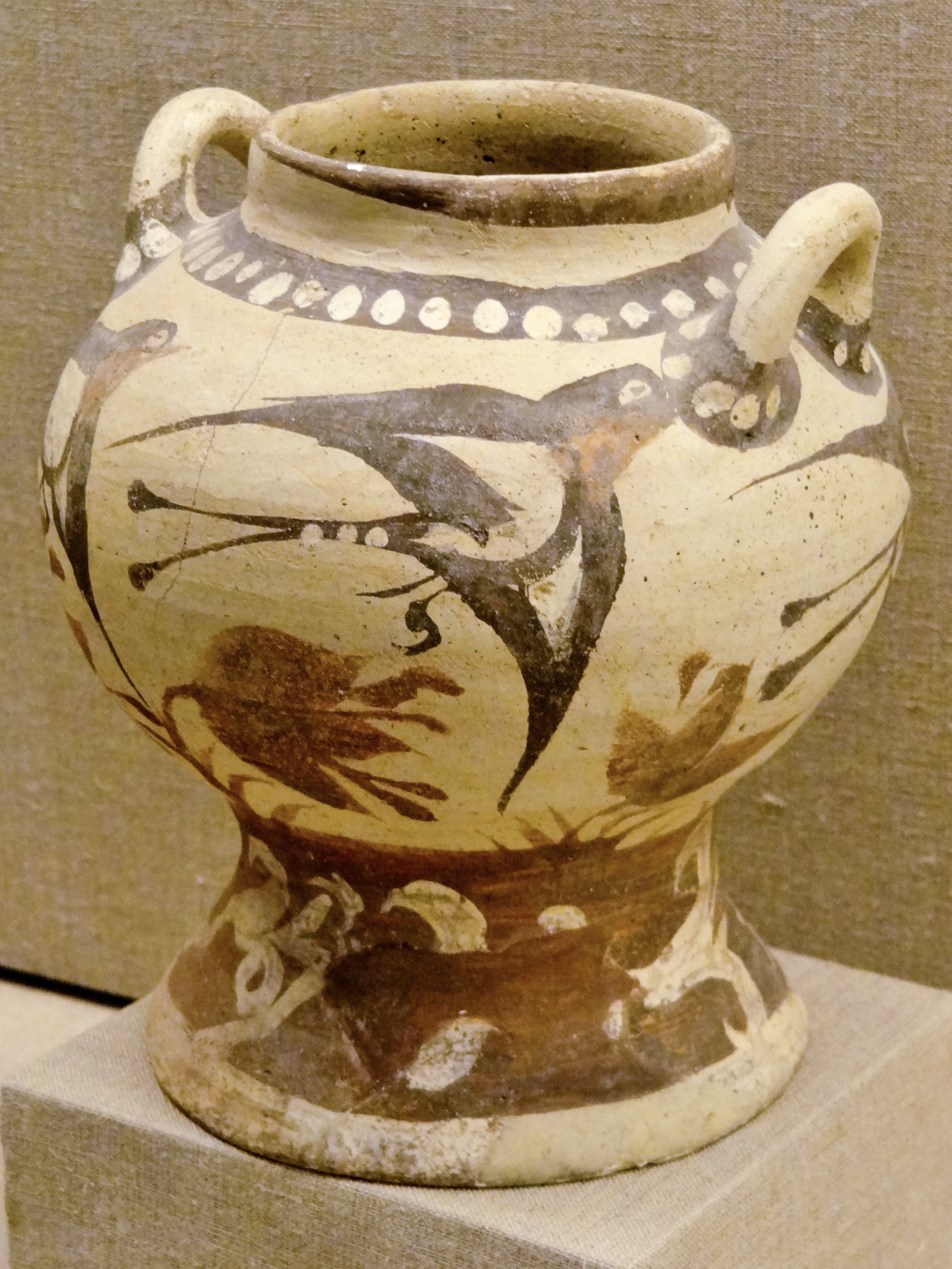